# Hestinalis ruvanella
Hestinalis ruvanella är en fjärilsart som beskrevs av Hans Fruhstorfer 1913. Hestinalis ruvanella ingår i släktet Hestinalis och familjen praktfjärilar. Inga underarter finns listade i Catalogue of Life.